# Liste der Kulturdenkmale in Görnitz (Leisnig)
In der Liste der Kulturdenkmale in Görnitz sind die Kulturdenkmale des Leisniger Ortsteils Görnitz verzeichnet, die bis Mai 2023 vom Landesamt für Denkmalpflege Sachsen erfasst wurden (ohne archäologische Kulturdenkmale). Die Anmerkungen sind zu beachten.
Diese Aufzählung ist eine Teilmenge der Liste der Kulturdenkmale in Leisnig.

## Görnitz
| Bild                                    | Bezeichnung                                | Lage              | Datierung       | Beschreibung | ID       |
| --------------------------------------- | ------------------------------------------ | ----------------- | --------------- | --- | -------- |
|                                         | Transformatorenhäuschen                    | Görnitz (Karte)   | Um 1920         | Unverändert erhaltenes Trafohaus, bildprägend, als Zeugnis der Elektrifizierung des Ortes von technik- und ortsgeschichtlicher Bedeutung. Kleiner Typenbau des damals örtlichen Elektrizitätswerkes, vermutlich nach dem Ersten Weltkrieg erbaut. Putzbau mit Walmdach und Turmaufbau, dieser mit Pyramidendach. Der kleine Zweckbau ist original erhalten und wurde in den vergangenen Jahren denkmalgerecht saniert. Als Zeugnis der Elektrifizierung des Ortes, die für die allgemeinen Lebens- und Arbeitsbedingungen im Dorf von außerordentlicher Bedeutung war, kommt dem Trafohaus orts- sowie technikgeschichtliche Bedeutung zu. | 09208136 |
| Direkt Bild zu diesem Denkmal hochladen | Wohnstallhaus eines ehemaligen Bauernhofes | Görnitz 2 (Karte) | 18. Jahrhundert | Zeit- und landschaftstypischer Fachwerkbau (heute verputzt) mit massivem Erdgeschoss von baugeschichtlichem Wert. - Wohnstallhaus: Erdgeschoss massiv, Obergeschoss Fachwerk (verputzt), steiles Satteldach - Scheune: vermutlich Fachwerk (mit Platten verkleidet), steiles Satteldach, Biberschwanzdeckung Letzter Bestandteil einer einst großen Hofanlage. Zweigeschossig über längsrechteckigem Grundriss, Erdgeschoss massiv verputzt, Obergeschoss Fachwerk, vollständig verputzt, steiles Satteldach. Die Kubatur des Hauses sowie die Anordnung der Fensteröffnungen im Obergeschoss lassen die Vermutung zu, dass das Wohnstallhaus durchaus zu Beginn des 18. Jahrhunderts erbaut sein könnte. Trotz nachträglichem Verputzen des Obergeschosses kann man an der Anordnung der Fenster und ihrer Größe erkennen, dass auch die Fachwerkkonstruktion weitgehend original erhalten sein muss. Der Denkmalwert des Hauses leitet sich ab vom baugeschichtlichen Wert auf Grund seiner Originalsubstanz und seines Alters. | 09208135 |

## Tabellenlegende
- Bild: Bild des Kulturdenkmals, ggf. zusätzlich mit einem Link zu weiteren Fotos des Kulturdenkmals im Medienarchiv Wikimedia Commons. Wenn man auf das Kamerasymbol klickt, können Fotos zu Kulturdenkmalen aus dieser Liste hochgeladen werden:
- Bezeichnung: Denkmalgeschützte Objekte und ggf. Bauwerksname des Kulturdenkmals
- Lage: Straßenname und Hausnummer oder Flurstücknummer des Kulturdenkmals. Die Grundsortierung der Liste erfolgt nach dieser Adresse. Der Link (Karte) führt zu verschiedenen Kartendiensten mit der Position des Kulturdenkmals. Fehlt dieser Link, wurden die Koordinaten noch nicht eingetragen. Sind diese bekannt, können sie über ein Tool mit einer Kartenansicht einfach nachgetragen werden. In dieser Kartenansicht sind Kulturdenkmale ohne Koordinaten mit einem roten bzw. orangen Marker dargestellt und können durch Verschieben auf die richtige Position in der Karte mit Koordinaten versehen werden. Kulturdenkmale ohne Bild sind an einem blauen bzw. roten Marker erkennbar.
- Datierung: Baubeginn, Fertigstellung, Datum der Erstnennung oder grobe zeitliche Einordnung entsprechend des Eintrags in der sächsischen Denkmaldatenbank
- Beschreibung: Kurzcharakteristik des Kulturdenkmals entsprechend des Eintrags in der sächsischen Denkmaldatenbank, ggf. ergänzt durch die dort nur selten veröffentlichten Erfassungstexte oder zusätzliche Informationen
- ID: Vom Landesamt für Denkmalpflege Sachsen vergebene, das Kulturdenkmal eindeutig identifizierende Objekt-Nummer. Der Link führt zum PDF-Denkmaldokument des Landesamtes für Denkmalpflege Sachsen. Bei ehemaligen Kulturdenkmalen können die Objektnummern unbekannt sein und deshalb fehlen bzw. die Links von aus der Datenbank entfernten Objektnummern ins Leere führen. Ein ggf. vorhandenes Icon  führt zu den Angaben des Kulturdenkmals bei Wikidata.